# Alexander Köll
Alexander Köll (* 2. Dezember 1990 in Matrei in Osttirol) ist ein ehemaliger österreichisch-schwedischer Skirennläufer.

## Biografie
Köll gab sein internationales Debüt, damals noch für Österreich, im Februar 2007 im FIS-Slalom von Kirchberg in Tirol. Seit der Saison 2009/10 startet er für Schweden. Im Jänner 2011 gab er am Patscherkofel sein Europacupdebüt. Im Februar 2014 erreichte er in der Kombination von Mont Sainte-Anne im Rahmen des Nor-Am Cup seine erste Podestplatzierung bei einer kontinentalen Rennserie. Sein Weltcupdebüt gab Köll am 18. Dezember 2015 beim Super-G von Gröden.
Sein erstes internationales Großereignis bestritt Köll bei den Weltmeisterschaften 2017 in St. Moritz, wo er den 30. Platz im Super-G als bestes Ergebnis erreichte.
Seine erfolgreichste Saison feierte Köll im Winter 2018/19. Bei der Abfahrt von Beaver Creek erreichte er mit Platz 20 nicht nur seine ersten Weltcuppunkte, es sollte dies auch sein bestes Weltcupergebnis bleiben. Dieselbe Platzierung erreichte er bei den Weltmeisterschaften in Åre im Super-G, sein bestes Ergebnis bei einem internationalen Großereignis.
Von einem Schleudertrauma, das er bei einem Sturz im Dezember 2020 erlitten hatte, erholte er sich nicht mehr vollständig. Die beeinträchtigenden Nackenschmerzen führten letztlich am 25. Juli 2022 zu seinem Rücktritt vom Rennsport.

## Erfolge

### Weltmeisterschaften
- St. Moritz 2017: 30. Super-G, 35. Abfahrt, DNS Alpine Kombination
- Åre 2019: 20. Super-G, 21. Alpine Kombination, 46. Abfahrt

### Weltcup
- 1 Platzierung unter den besten 20

### Weltcupwertungen
| Saison  | Gesamt | Gesamt | Abfahrt | Abfahrt | Kombination | Kombination |
| Saison  | Platz  | Punkte | Platz   | Punkte  | Platz       | Punkte      |
| ------- | ------ | ------ | ------- | ------- | ----------- | ----------- |
| 2019/20 | 129.   | 18     | 49.     | 13      | 40.         | 5           |

### Europacup
- 3 Platzierungen unter den besten 10, davon ein Podestplatz

### Nor-Am Cup
- 3 Platzierungen unter den besten 10, davon ein Podestplatz

### South American Cup
- 7 Platzierungen unter den besten 10

### Far East Cup
- Eine Platzierung unter den besten 20

### Weitere Erfolge
- 4 Siege in FIS-Rennen
- 3 Schwedische Meistertitel (Abfahrt 2015, Super-G 2016, Kombination 2016)